# 966 TCN
966 TCN là một năm trong lịch La Mã.